# Le Double Amour
Pour plus de détails, voir Fiche technique et Distribution.
Le Double Amour est un film français réalisé par Jean Epstein et sorti en 1925.

## Synopsis
À la suite d'une addiction pour le jeu, un homme en arrive à prendre tous les risques, y compris celui de perdre franchement. Voulant épargner le déshonneur à sa femme solidaire dans cette ruine, il s'exile à jamais en Amérique. Enceinte, son épouse donnera naissance à leur enfant qui lui aussi a des velléités pour le jeu.

## Fiche technique
- Réalisation : Jean Epstein
- Scénario : Jean Epstein, Marie Epstein
- Producteur : Alexandre Kamenka
- Production : Films Albatros[1]
- Photographie : Maurice Desfassiaux, Nikolas Roudakoff
- Costumes : Charles Drecoll, Paul Poiret
- Durée : 103 minutes
- Date de sortie: 
  - France : 27 novembre 1925

## Distribution
- Nathalie Lissenko : Laure Maresco
- Jean Angelo : Jacques Prémont-Solène
- Camille Bardou : Baron de Curgis
- Pierre Batcheff : Jacques Maresco
- Nino Constantini
- Adeline de La Croix : la gouvernante
- Jules de Spoly
- René Donnio
- Alexis Ghasne
- Pierre Hot